# Joan Valerie

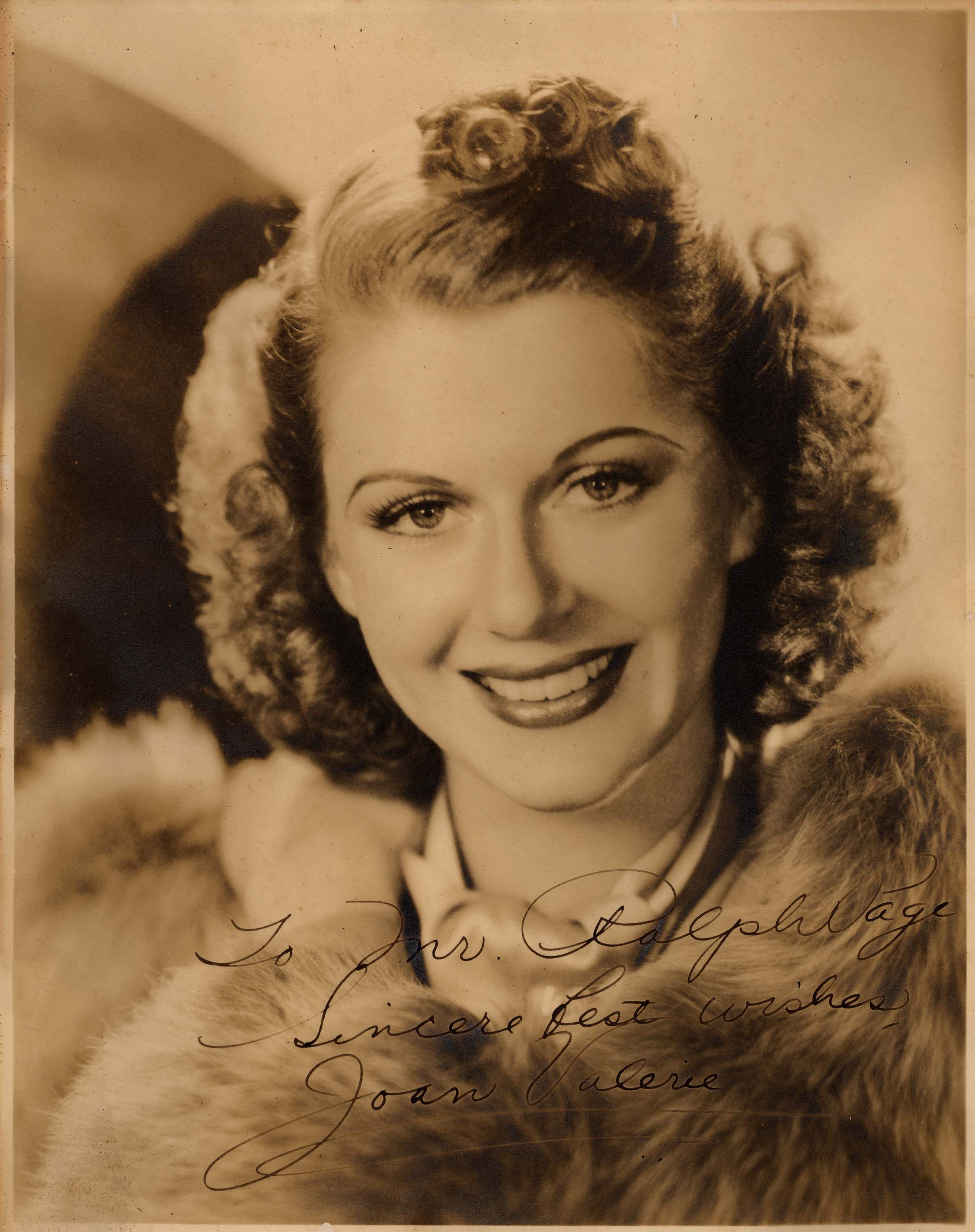
Valerie nel 1939

Joan Valerie, nata Helen Vlahikis (Rhinelander, 15 luglio 1911 – Long Beach, 30 gennaio 1983), è stata un'attrice statunitense apparsa in alcuni B-movies tra la fine degli anni trenta e i primi anni quaranta.

## Biografia
Nata a Sparta, nel Wisconsin, Valerie era la figlia di Michael Vlahakis. Si era diplomata nel 1931 alla Rhinelander High School . Dopo aver partecipato ad alcune produzioni teatrali, si trasferì ad Hollywood e iniziò a frequentare la prestigiosa scuola di arti teatrali Pasadena Playhouse.
Notata dal produttore Darryl F. Zanuck ed assunto il nome d'arte Helen Valkis , recitò in alcuni film sempre nel ruolo della "bionda seducente" tra cui Pattuglia sottomarina (1938) di John Ford, Il romanzo di Lillian Russell (1940) di Irving Cummings, Charlie Chan at the Wax Museum (1940) di Lynn Shores e Rio Rita (1942) di S. Sylvan Simon.
A partire dagli anni quaranta le opportunità cominciarono a diminuire e le furono affidati ruoli sempre più marginali, per i quali non venne accreditata, in film come Mamma non ti sposare (1948) di Fred M. Wilcox, L'indossatrice (1950) di George Cukor e Donne verso l'ignoto (1951) di William A. Wellman. L'ultima apparizione fu quella in due episodi della serie televisiva Mr. & Mrs. North nel 1953.
Trent'anni dopo aver abbandonato la carriera di attrice, il 30 gennaio 1983 rimase uccisa in un incidente stradale.

## Vita privata
Fu sposata con l'attore statunitense Grant Richards, dalla quale ebbe la figlia Jo-Ellen Rose, e con il produttore greco Paris Methusis.

## Filmografia

### Cinema
- Il principe e il povero (The Prince and the Pauper), regia di William Keighley (1937)
- The Cherokee Strip, regia di Noel M. Smith (1937)
- Il nemico dell'impossibile (The Go Getter), regia di Busby Berkeley (1937)
- Blazing Sixes, regia di Noel M. Smith (1937)
- Talent Scout, regia di William Clemens (1937)
- Confession, regia di Joe May (1937)
- Sergeant Murphy, regia di B. Reeves Eason (1938)
- The Old Barn Dance, regia di Joseph Kane (1938)
- Anime selvagge (Topa Topa), regia di Charles Hutchison e Vin Moore (1938)
- A Trip to Paris, regia di Malcolm St. Clair (1938)
- Safety in Numbers regia di Malcolm St. Clair (1938)
- Pattuglia sottomarina (Submarine Patrol), regia di John Ford (1938)
- Road Demon, regia di Otto Brower (1938)
- Tail Spin, regia di Roy Del Ruth (1939)
- Moglie di giorno (Day-Time Wife), regia di Gregory Ratoff (1939)
- The Man Who Wouldn't Talk, regia di David Burton (1940)
- Young as You Feel, regia di Malcolm St. Clair (1940)
- Free, Blonde and 21, regia di Ricardo Cortez (1940)
- Il romanzo di Lillian Russell (Lillian Russell), regia di Irving Cummings (1940)
- Girl in 313, regia di Ricardo Cortez (1940)
- Pier 13, regia di Eugene Forde (1940)
- The Great Profile, regia di Walter Lang (1940)
- Charlie Chan at the Wax Museum, regia di Lynn Shores (1940)
- Charlie Chan delitto a New York (Murder Over New York), regia di Harry Lachman (1940)
- Michael Shayne, investigatore privato (Michael Shayne, Private Detective), regia di Eugene Forde (1940)
- Jennie, regia di David Burton (1940)
- Rio Rita, regia di S. Sylvan Simon (1942)
- Who Is Hope Schuyler?, regia di Thomas Z. Loring (1942)
- Michael Shayne va a Broadway (Just Off Broadway), regia di Herbert I. Leeds (1942)
- Roaring City, regia di William Berke (1951)
- Father Takes the Air, regia di Frank McDonald (1951)
- La dama bianca (The Girl in White), regia di John Sturges (1952)

### Televisione
- Mr. & Mrs. North - serie TV, 2 episodi (1953)